# Paratamboicus chilensis
Paratamboicus chilensis is een hooiwagen uit de familie Sclerosomatidae.